# ボストン・ネック

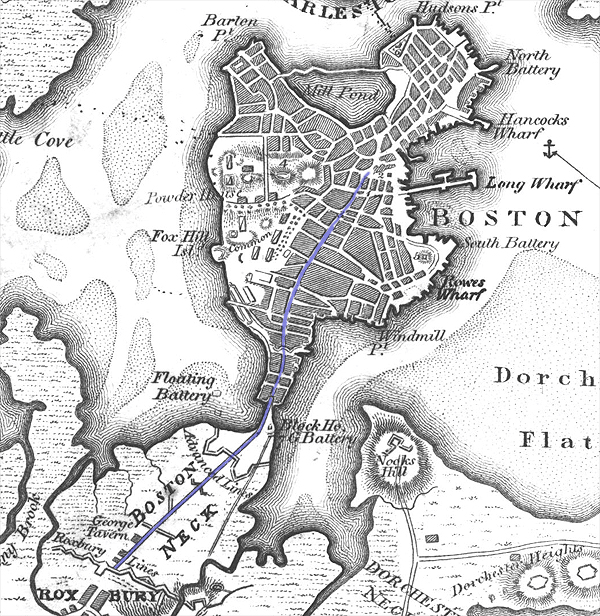
今日のワシントン・ストリートはかつてのボストン・ネックに沿っている。以前沼地であった北部、西部は埋め立てられている。ずっと狭く短いフォートポイント海峡は南東に残っている。

ボストン・ネック（英: Boston Neck、ロックスベリー・ネックとも）は、かつてボストンのあるショーマット半島とロックスベリー（現在はボストンの地区の一つだが、かつてボストンの領域はショーマット半島を越えるものではなかったことに注意）本土をつないでいた地峡である。埋立て事業によって周囲が埋められていき、また周辺地区の併合によりボストンの領域も拡張して半島の外に広がった。

## 歴史

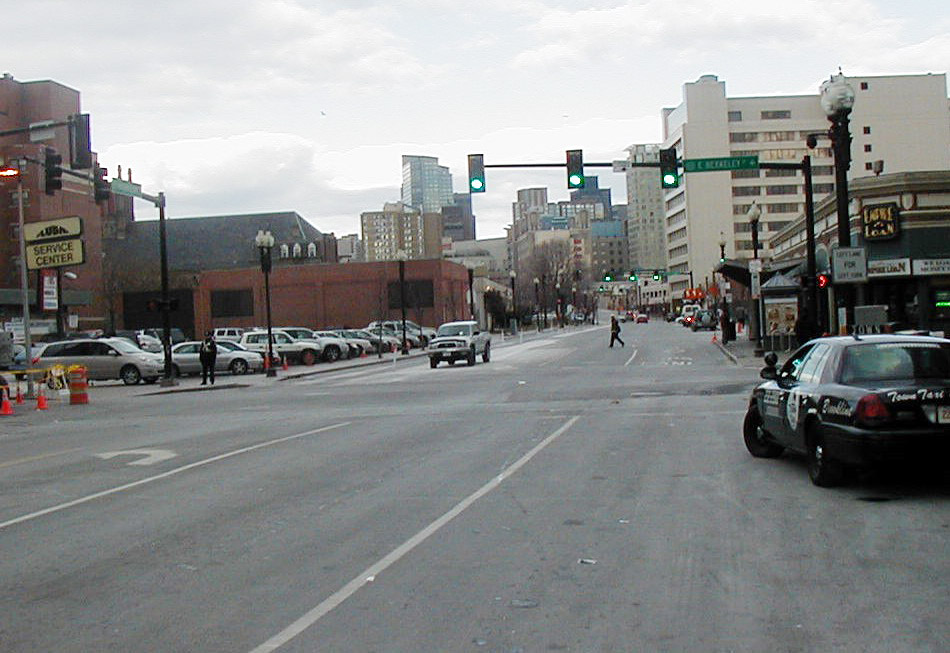
ワシントン・ストリートから見た、植民地時代に町の門があった地点。

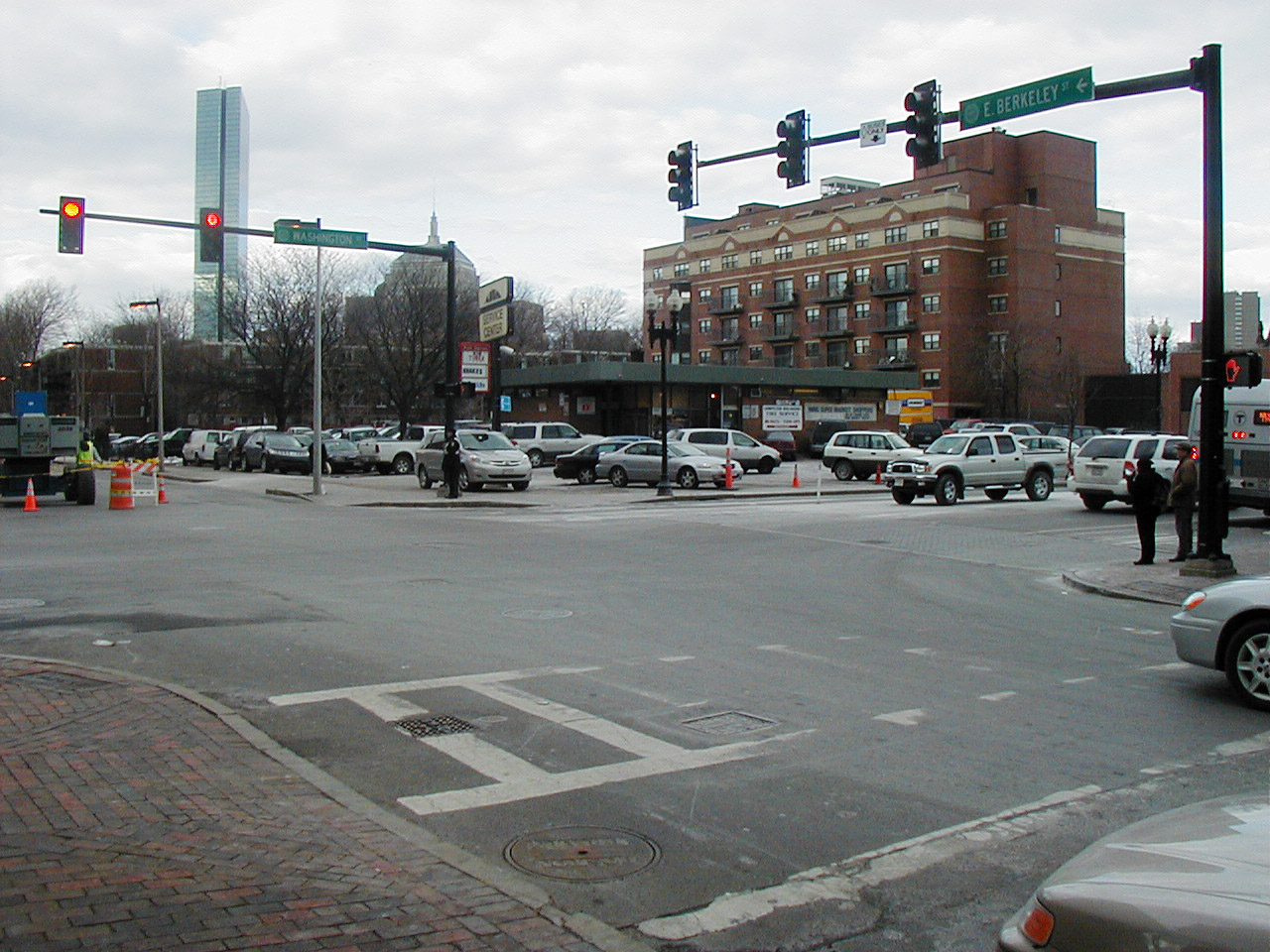
イーストバーケリー・ストリートから見た、植民地時代に町の門があった地点。

### 植民地時代
ボストン・ネックはかつて、標準海抜ではわずか幅37メートルであった。1631年頃、最初の開拓者の一団が木製の町の門と土製の壁をボストン・ネックにつくり、インディアンの襲撃や、不測の動物、人間の侵入を警戒した。その門は常に警備され、たいてい夕方のある時は施錠されていた。当時、住民は誰も出入りできなかった。町の門のすぐ外には木製の絞首台があり、すりや強盗は殺人者と同様に主にそれで処刑されていた。
植民地時代、チャールズ川の沼地が地峡の北側にあり、ガロウズベイは南側にあった。名は付近では首（ネック）で処刑を行っていたことに由来する（ガロウズ:絞首台の意）。それは後にサウスベイとして知られるようになる。その地峡を貫く主要道路はオレンジストリートと呼ばれ、1722年のCapt. John Bonnerの地図に見える。

### アメリカ独立戦争
1710年、さらに要塞が建設された。それには二つの木製の門があったとされ、ひとつは馬車、もう一つは歩行者のためのものだったという。1774年9月、トマス・ゲイジ将軍が老朽化したレンガ、石、土の要塞を材木や新しい土で補強した。また、ゲイジは要塞の前に溝を掘るように命じた。溝は満潮時に海水でいっぱいになり、ボストンを本土から切り離した。干潮時は道の両側の溝は柔らかい泥となるので、町の門を通らずにボストンに入ることは困難になった。
1775年4月18日の夜、愛国者のリーダーで医者のジョセフ・ウォーレンはポール・リビアとウィリアム・ドーズによる騎馬の伝令でジョン・ハンコックとサミュエル・アダムズの二人に同じ内容のメッセージを送った。それはイギリスの捜索隊が彼らを捕え、コンコードの火薬を奪おうとしていると警告するものである。30歳のなめし皮業者であったドーズはボストン・ネックの町の門にいるイギリスの見張りによく知られているで、検問所を通り過ぎることができた。ドーズは南側の陸路をとり、一方リビアは北側の水路をとった。ウォーレンがこの二人を送ったのは少なくとも一人はイギリスの警戒から逃れられることが確実であったからである。ドーズは午後10時ごろ出発し、3時間で27キロメートルを駆けた。彼は午前1時少し前にレキシントンのハンコック・クラーク・ハウスでリビアと会う。1775年4月19日、レキシントン・コンコードの戦いの数時間前である。これがアメリカ独立革命のきっかけとなった。
レキシントン･コンコードの戦いが終結した夜、アメリカ植民地兵はイギリス軍をボストン市内に追い込み、ショーマット半島の付け根であるボストン･ネックを占拠した。（ボストン包囲戦）

### ワシントン・ストリート
1700年代後半、住民たちは低地が侵食されやすいのでボストン・ネックのあたりに集まり始めた。1830年代、チャールズ川の干潟はニーダム地区からの砂利で埋立てが完了した。こうして現在のボストンのバックベイ地区が生まれた。町の門にある埋立てに用いられた土の残りは1822年から見られた。1824年頃、かつて町の門があったオレンジストリートは、ワシントン・ストリートと改称された。
ワシントン・ストリート・エレベイテッドは1901年から1987年までワシントン・ストリート上に地下鉄を経営していた。オレンジ線（通りの旧称を受け継いだ）が再設置され、エレベイテッドの線路、駅は分割された。
ドーヴァー・ストリート駅はドーヴァー及びワシントン・ストリートの交差点にある古い町の門の場所に位置する。ドーヴァー・ストリートは地下鉄の駅が取り壊されたあとしばらくしてイーストバーケリー・ストリートと改称された。今日ではイーストバーケリー及びワシントン・ストリートの交差点には、町の門も埋立ての土も跡形もない。